# هایکانوش آر. پطروسیان
هایکانوش آر. پطروسیان ( انگلیسی: Haiganush R. Bedrosian؛ زادهٔ ۱۴ ژوئن ۱۹۴۳) یک قاضی و سیاستمدار ارمنی‌تبار اهل ایالات متحده آمریکا است که از تاریخ ۲۰۱۰ تا تاریخ ۸ ژانویه ۲۰۱۶ سمت قاضی ارشد دادگاه خانواده رود آیلند را برعهده داشت.

## زندگی‌نامه
در ۱۴ ژوئن ۱۹۴۳ در کرانستون، رود آیلند به دنیا آمد و از دانشکده حقوق دانشگاه سافک فارغ‌التحصیل شد. وی در ژانویه ۲۰۱۶ بازنشسته شد.